# 기프트 카드

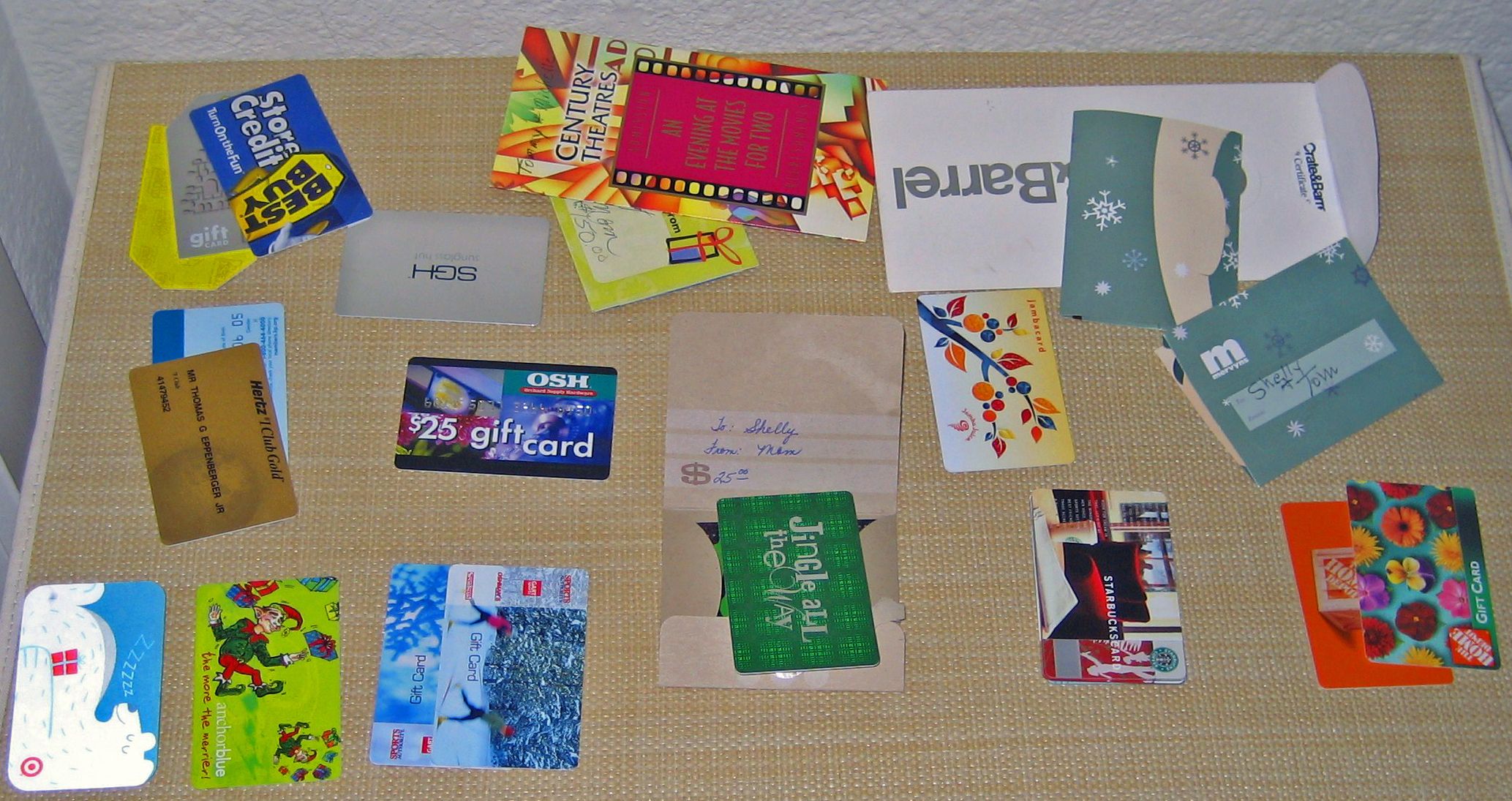
기프트카드

기프트 카드(영어: gift card, 약칭: 깊카)는 무기명 선불카드로, 상품권과 비슷한 개념이며, 상품권을 카드화한 것이다.

## 역사
지불 인프라를 사용한 최초의 기프트카드는 1994년 말 미국 플로리다주 포트로더데일 블럭버스터 엔터테인먼트에 의해 도입되었다.

### 대한민국
2002년 1월 삼성카드에서 카드업계 최초로 먼저 출시되어 기존 백화점 상품권, 주유 상품권, 구두 상품권 등 사용처가 제한된 지류 상품권이 주류를 이루던 상품권 시장에 충격을 주었다. 가장 영향을 많이 받을 것으로 판단한 백화점들은 출시 후 긴급히 사용이 안되도록 조치를 취하여, 백화점 상품권 시장을 사용처가 신용카드 전가맹점으로 대폭 확대된, 기프트카드로부터 지키려 하였다. 그러나, 지금은 은행계 카드사의 적극적 영업으로 시작하고있다. 대폭 확대되어, 출시 초기 백화점이 주도하는 사용거부 조치로, 연간 5백억원 규모에 그쳤으나 2010년에는 2조 8백억원에 육박하는 실적을 보였다. 최근에는 비금융권에서도 발급하고 있다. 또한 대한민국에서는 우체국의 우편환과 지방자치단체의 희망근로상품권을 기프트카드의 형태로 발급하기도 한다.
더욱이, 인천광역시의 스마트 IC 화폐인 '인천 e음카드'의 경우, 인천시 내 IC 결제 가맹점에서 현금처럼 사용 가능한 선불카드 형태의 지역화폐로 인천광역시청 주관에 의해 '인천사랑 전자상품권(인처너카드, INCHEONer CARD)라는 이름으로 도입되어 2018년 8월부터 발급되기 시작하였고, 2019년 4월 1일부로 '인천 e음카드'로 변경되었다.

## 사용
1.발급
금융기관, 카드사, 해당 발급사
2.사용
카드사에서 발급받은 경우는 대부분의 가맹점에서 이용 가능. 비금융권은 해당 발급사가 지정한 가맹점에서 이용이 가능하다. 또는 게임, 앱에서 기프트 카드로 현질을 할 수도 있다.
3.환불
환불 규정은 발급사에 따라 다르며, 환불은 해당 발급사에서 한다.

## 같이 보기
- 신용카드
- 직불카드
- 체크카드